# Mauricio Taricco
Mauricio Ricardo Taricco (Buenos Aires, 10 marzo 1973) è un ex calciatore argentino, assistente dell'allenatore del Shanghai Shenhua, Gustavo Poyet.

## Carriera

### Club
Taricco inizia la sua carriera nelle giovanili dell'Argentinos Juniors di Buenos Aires nel 1993. Dopo un anno nella prima squadra annuncia il suo trasferimento all'Ispwich Town in inghilterra.
L'argentino debutta con la società di Ipswich in una partita contro il Bolton, persa per 0-3 dalla sua squadra. Rimarrà all'Ipswich fino al 1998, guadagnandosi l'apprezzamento dei tifosi con 189 presenze e 9 gol.
Nel 1998 passa al Tottenham, debutta contro il Wimbledon in una partita terminata 0-0, il debutto dal primo minuto arriva nel match contro il Middlesbrough, anch'esso terminato a reti inviolate.
Nel 2004 si trasferisce al West Ham. Tuttavia la sua carriera nella squadra londinese è  breve, perché dopo poco tempo si infortuna e consensualmente rescinde il contratto.

### Allenatore
Dopo una brave esperienza nel Villasimius (che milita nella Promozione/Eccellenza sarda) il 6 agosto 2009 passa alla guida del Castiadas. Il 13 novembre lascia la squadra sarda per diventa assistente di Gustavo Poyet al Brighton & Hove Albion. Il 5 ottobre 2011 rinnova il contratto per altri 5 anni insieme al tecnico Poyet. Il 23 giugno 2013 viene esonerato insieme al tecnico.